# Alexandre Émile Jean Yersin

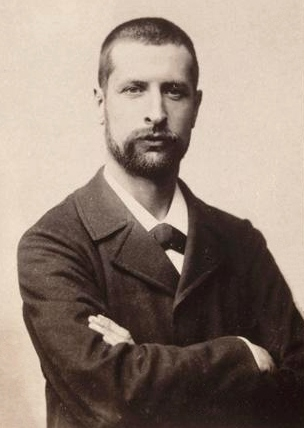
Alexandre Yersin, vor 1909

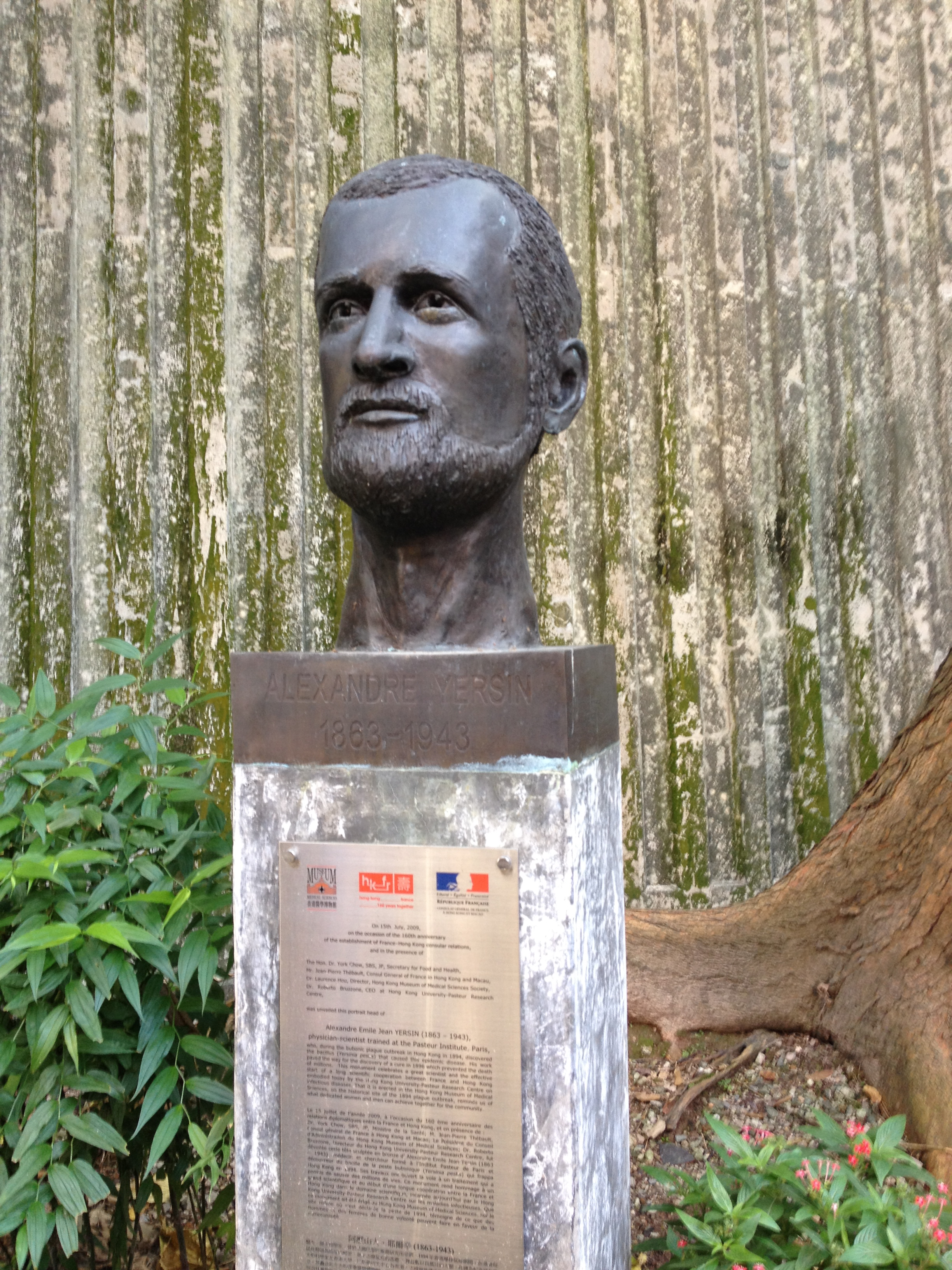
Büste Alexandre Yersins in Hongkong

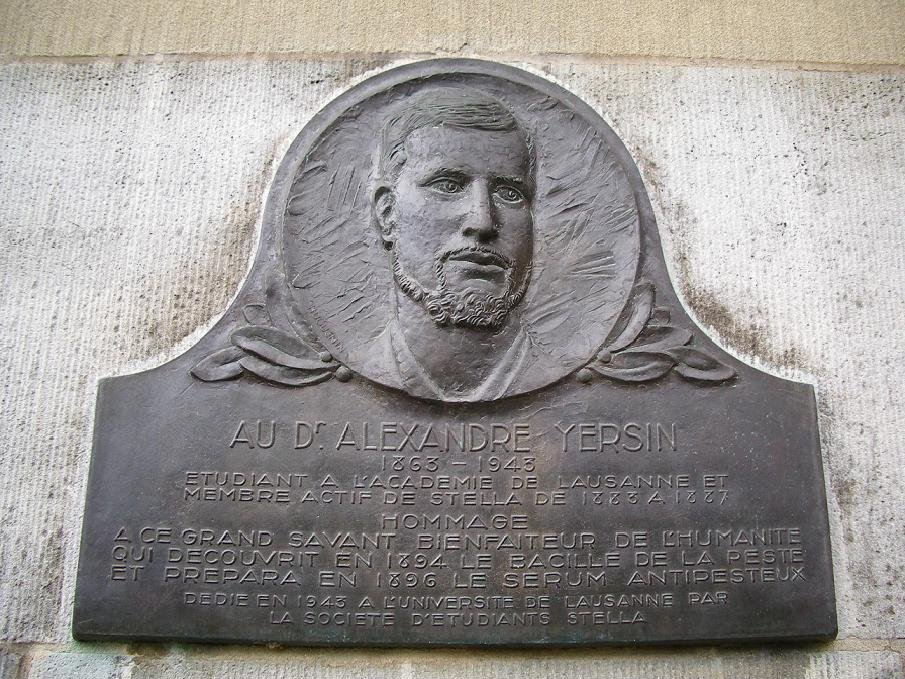
Gedenktafel Yersins am Stadtgymnasium Lausanne

Alexandre Émile Jean Yersin, (international) auch Alexandre John Emile Yersin (* 22. September 1863 in La Vaux, Gemeinde Aubonne, Schweiz; † 28. Februar 1943 in Nha Trang, Annam, Französisch-Indochina), war ein Schweizer Arzt und Bakteriologe, der 1894 den Erreger der Pest, Yersinia pestis, entdeckte. Ihm zu Ehren wurde die gesamte Bakterien-Gattung Yersinia genannt.

## Leben
Yersin wuchs in Morges am Genfer See auf. Sein Vater, der Schweizer Entomologe und Autor Jean-Alexandre-Marc Yersin (1825–1863), starb drei Wochen vor Alexandres Geburt. Seine Mutter eröffnete nach dem Tod ihres Mannes in Morges ein Mädchenpensionat und zog den Sohn und seine zwei älteren Geschwister allein auf. Naturwissenschaftlicher Forschergeist entzündete sich beim 8-Jährigen, als er auf dem Dachboden Vaters Insektensammlung entdeckte und sich zunehmend aktiv damit auseinandersetzte.
Nach Studienjahren in Lausanne und Marburg ging Yersin nach Paris und arbeitete am Institut Pasteur, unter anderem zusammen mit Émile Roux über Diphtherie, sie wiesen dabei das Diphtherietoxin nach. Er promovierte 1888 über experimentelle Tuberkulose und besuchte den bakteriologischen Kurs von Robert Koch in Berlin. Um in Frankreich den Arztberuf ausüben zu können, wurde er französischer Staatsbürger.
In Indochina arbeitete er ab 1890 als Schiffsarzt und unternahm dort Forschungsreisen. Als die von der Mongolei sich ausbreitende Pestwelle 1894 die südchinesische Küste erreichte, schickten ihn die französische Regierung und das Institut Pasteur nach Hongkong, um die bis dahin noch unbekannte Ursache der Erkrankung zu finden. Gleichzeitig und mit demselben Ziel arbeitete dort eine japanische Forschergruppe unter Leitung von Shibasaburo Kitasato. Obwohl Yersin schlechter ausgestattet war und von den englischen Kolonialbehörden in seiner Arbeit behindert wurde, gelang ihm am 20. Juni 1894 die Isolierung des Erregers aus befallenen Lymphknoten (Bubonen) von Pesttoten und die Übertragung der Krankheit auf Mäuse und Meerschweinchen. Dass er im Unterschied zu Kitasatos Gruppe nicht über einen Brutschrank verfügte und seine Bakterienkulturen bei normaler Lufttemperatur in einer Bambushütte anzüchten musste, war dabei ein glücklicher Umstand, denn unter Laborbedingungen vermehrt sich Yersinia pestis bei Temperaturen besser, die niedriger sind als die menschliche Körpertemperatur.
Yersin wies auch experimentell nach, dass der von ihm identifizierte und zunächst von ihm als Pasteurella pestis benannte Pesterreger ebenfalls für das in Hongkong zeitgleich aufgetretene massenhafte Rattensterben verantwortlich war. Damit fehlte zur vollständigen Aufklärung der wesentlichen Glieder der Infektionskette dieser Zoonose nur noch die Feststellung, dass Pestepidemien durch den Biss des Rattenflohs vom Tier auf den Menschen „überspringen“. Dieses sollten drei Jahre später Masanori Ogata und Paul-Louis Simond in Bombay entdecken. Der Erreger, den Kitasato in Hongkong isolierte und als Verursacher der Pest beschrieb, erwies sich später als zufälliger Begleitkeim der Erkrankung, dennoch galt Kitasato lange als (Mit-)Entdecker des Pesterregers. 1970 erhielt das Bakterium den heutigen Namen, in Erinnerung der Verdienste Yersins.
1895 war Yersin in Paris und arbeitete an der Entwicklung eines Heilserums mit, das er danach im Fernen Osten bei der Behandlung von Pestkranken einsetzte, das jedoch beim Auftreten der Pest in Bombay im Jahre 1897 keine Wirkung zeigte. In den folgenden Jahren befasste er sich im Auftrag der Kolonialverwaltung mit landwirtschaftlichen Projekten in Indochina, unter anderem mit der Anpflanzung von Hevea brasiliensis zur Gewinnung von Kautschuk und von Cinchona ledgeriana, einem Chinarindenbaum, aus dessen Rinde das Anti-Malaria-Mittel Chinin hergestellt wird. 1902 wurde er für zwei Jahre Direktor der neu gegründeten Schule für medizinisches Hilfspersonal in Hanoi, aus der später die Medizinische Hochschule hervorging. Von 1904 bis 1924 leitete er die Niederlassungen des Institut Pasteur in Saigon und Nha Trang. Er wurde 1934 in den wissenschaftlichen Beirat des Instituts in Paris berufen und zum ehrenamtlichen Direktor und Vorsitzenden der jährlichen Generalversammlung des Instituts ernannt. 1916 wurde er als korrespondierendes Mitglied in die Académie des sciences aufgenommen.
Das Andenken von Yersin wird in Nha Trang hoch gehalten. Im Pasteur-Institut findet sich ein Yersin-Museum, an der Uferpromenade sein Denkmal. Die Menschen der Stadt danken es Yersin insbesondere, dass es ihm gelang, Taifune vorherzusagen, was vielen Fischern das Leben rettete.
Der Halsbandhäherling (Garrulax yersini, syn. Trochalopteron yersini), eine in Vietnam vorkommende seltene Art der Singvögel der Familie Leiothrichidae, ist ebenfalls nach Yersin benannt.
Auch das lateinische Artepitheton der Bachschmerlenart Schistura yersini, eines Süßwasserfisches, der auch in Vietnam vorkommt, wo er erstmals in Đà Lạt von Forschern eingesammelt wurde, bezieht sich auf Alexandre Yersin.

## Schriften (Auswahl)
- La peste bubonique à Hong Kong. In: Annales de l'Institut Pasteur. Band 8, 1894, S. 662–667 (parisdescartes.fr [abgerufen am 20. Juni 2024]). (Kurzrezension: Journal-Revue. Hygiene und gerichtliche Medizin. 18. Die Bubonenpest. In: Wiener Medizinische Wochenschrift, Jahrgang 1894, S. 1097 (online bei ANNO).)
- mit Albert Calmette, Amédée Borrel: La peste bubonique. Deuxième note. In: Annales de l'Institut Pasteur. Band 9, 1895, S. 589–592 (archive.org [abgerufen am 20. Juni 2024]).
- Sur la peste bubonique (Séro-Thérapie). In: Annales de l'Institut Pasteur. Band 11, 1897, S. 81–93 (archive.org [abgerufen am 20. Juni 2024]).